# Мері Кеннет Келлер
Мері Кенет Келер (англ. Mary Kenneth Keller; (17 грудня 1913 — 10 січня 1985) — сестра Згромадження Сестер Милосердя Благословенної Діви Марії, американська католицька сестра-черниця, педагог і піонер у галузі комп'ютерних наук. Одна з перших людей і перша жінка, яка отримала ступінь доктора філософії (PhD) в галузі комп'ютерних наук у Сполучених Штатах. Келер та Ірвінг Танг були першими двома докторантами у галузі комп'ютерних наук (Келер отримала ступінь доктора філософії (Ph.D.), а Танг — ступінь доктора наук (D.Sc.) в один день).

## Кар‘єра
Келер, при народженні названа Евелін Марі Келер, народилася в Клівленді, штат Огайо, 17 грудня 1913 року в родині Джона Адама Келера та Кетрін Джозефіни (уродженої Салліван) Келер. Вона вступила до Згромадження Сестер Милосердя Пресвятої Діви Марії в 1932 році і склала обіти в цьому релігійному згромадженні в 1940 році. Вона отримала ступінь бакалавра математики в 1943 році та магістра математики і фізики в 1953 році в Університеті ДеПоль в Чикаго. Келер отримала ступінь доктора філософії в Університеті Вісконсін-Медісон у 1965 році. Її дисертація «Індуктивний висновок на комп'ютерних моделях» була присвячена «побудові алгоритмів, які виконують аналітичне диференціювання алгебраїчних виразів, написаних на мові CDC FORTRAN 63».
Під час навчання в аспірантурі Келер була пов'язана з різними установами, включаючи Мічиганський університет, Пердью та Дартмут. Хоча багато джерел стверджують, що Келер почала працювати на практикумі (воркшопі) Національного наукового фонду в 1958 році в центрі комп'ютерних наук Дартмутського коледжу (на той час чоловічого закладу), де вона брала участь у реалізації першого ядра мови DTSS BASIC, працюючи під керівництвом Джона Г. Кемені і Томаса Е. Курца разом з приблизно десятком інших студентів, — це навряд чи відповідає дійсності, оскільки Дартмут не мав свого першого комп'ютера до 1959 року. Келер брала участь у літній програмі для вчителів старших класів Дартмутського коледжу в 1961 році, де вона працювала з Томасом Курцем, батьком мови BASIC. Вона стала досвідченим викладачем мови BASIC і написала у співавторстві видатний підручник з цього предмету в 1973 році.
Келер вірила в те, що комп'ютери можуть розширити доступ до інформації та сприяти розвитку освіти. Отримавши докторський ступінь у 1965 році, Келер заснувала кафедру комп'ютерних наук у Коледжі Кларка (нині Університет Кларка), католицькому жіночому коледжі, заснованому сестрами милосердя Пресвятої Діви Марії в місті Дубук, штат Айова. Того ж року Національний науковий фонд виділив їй грант у розмірі 25 000 доларів, який виплачувався протягом двох років, на «навчальне обладнання для бакалаврської освіти». Очоливши одну з перших кафедр комп'ютерних наук у невеликому коледжі, Келер керувала цією кафедрою протягом двадцяти років. В Університеті Кларка зараз працює Центр обчислень та інформаційних послуг імені Келер, який надає комп'ютерну та телекомунікаційну підтримку студентам, викладачам і співробітникам Коледжу Кларка. Коледж також заснував стипендію імені Мері Кенет Келер з інформатики на її честь.
Келер адвокатувала залучення жінок до комп'ютерних технологій та використання комп'ютерів в освіті. Вона допомогла заснувати Асоціацію користувачів малих комп'ютерів в освіті (англ. Association of Small Computer Users in Education, ASCUE). Вона написала чотири книги на цю тему. На конференції ACM/SIGUCC з обслуговування користувачів у 1975 році Келер заявила, що «ми ще не повністю використовували комп'ютер як найбільший міждисциплінарний інструмент, винайдений на сьогоднішній день».
Померла 10 січня 1985 р., у віці 71 року.